# Menlo, Kansas
Menlo är en ort i Thomas County i Kansas. Vid 2020 års folkräkning hade Menlo 33 invånare.